# Melvins
The Melvins là một ban nhạc Mỹ thành lập năm 1983. Họ thường có đội hình bộ tam, nhưng những năm gần đây, nhóm là một bộ tứ gồm hai tay trống. Từ năm 1984, ca sĩ/tay guitar Buzz Osborne (còn được gọi là King Buzzo) và tay trống Dale Crover trở thành hai thành viên cốt lõi của ban nhạc. Những nhạc phẩm của họ đã ảnh hưởng lên một số thể loại âm nhạc, gồm grunge, sludge metal, và drone metal (Lysol).

## Đĩa nhạc
| Năm  | Tiêu đề                                            | Hãng đĩa                    |
| ---- | -------------------------------------------------- | --------------------------- |
| 1987 | Gluey Porch Treatments                             | Alchemy Records             |
| 1989 | Ozma                                               | Boner Records               |
| 1991 | Bullhead                                           | Boner Records               |
| 1992 | Lysol                                              | Boner Records               |
| 1993 | Houdini                                            | Atlantic Records            |
| 1994 | Prick                                              | Amphetamine Reptile Records |
| 1994 | Stoner Witch                                       | Atlantic Records            |
| 1996 | Stag                                               | Atlantic Records            |
| 1997 | Honky                                              | Amphetamine Reptile Records |
| 1999 | The Maggot                                         | Ipecac Recordings           |
| 1999 | The Bootlicker                                     | Ipecac Recordings           |
| 2000 | The Crybaby                                        | Ipecac Recordings           |
| 2002 | Hostile Ambient Takeover                           | Ipecac Recordings           |
| 2004 | Pigs of the Roman Empire (w/ Lustmord)             | Ipecac Recordings           |
| 2004 | Never Breathe What You Can't See (w/ Jello Biafra) | Alternative Tentacles       |
| 2006 | (A) Senile Animal                                  | Ipecac Recordings           |
| 2008 | Nude with Boots                                    | Ipecac Recordings           |
| 2010 | The Bride Screamed Murder                          | Ipecac Recordings           |
| 2012 | Freak Puke (Melvins Lite)                          | Ipecac Recordings           |
| 2013 | Everybody Loves Sausages                           | Ipecac Recordings           |
| 2013 | Tres Cabrones (Melvins 1983)                       | Ipecac Recordings           |
| 2014 | Hold It In                                         | Ipecac Recordings           |
| 2016 | Three Men and a Baby (w/ Mike Kunka)               | Sub Pop                     |
| 2016 | Basses Loaded                                      | Ipecac Recordings           |